# Sint-Martinikerk (Bremen)
De Sint-Martinikerk (Duits: St.-Martini-Kirche) in het centrum van de Duitse stad Bremen behoort tot de oudste kerken van stad. Het laatgotische kerkgebouw leed in 1944 zware schade en werd na de Tweede Wereldoorlog weer herbouwd. Sinds 1973 staat de Martinikerk op de monumentenlijst.

## Geschiedenis

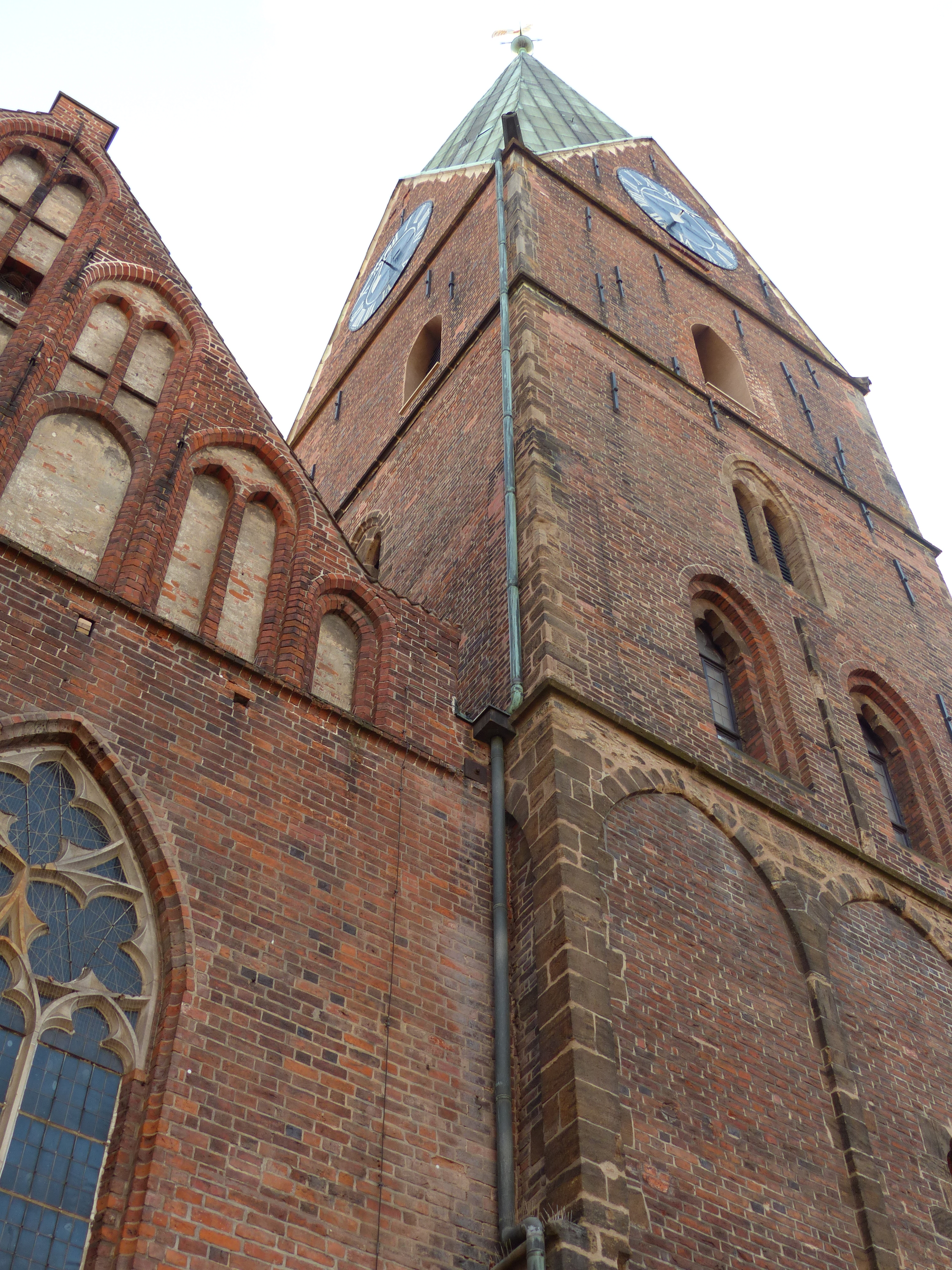
Noordzij, vroeggotische toren en laatgotische zijbeuk

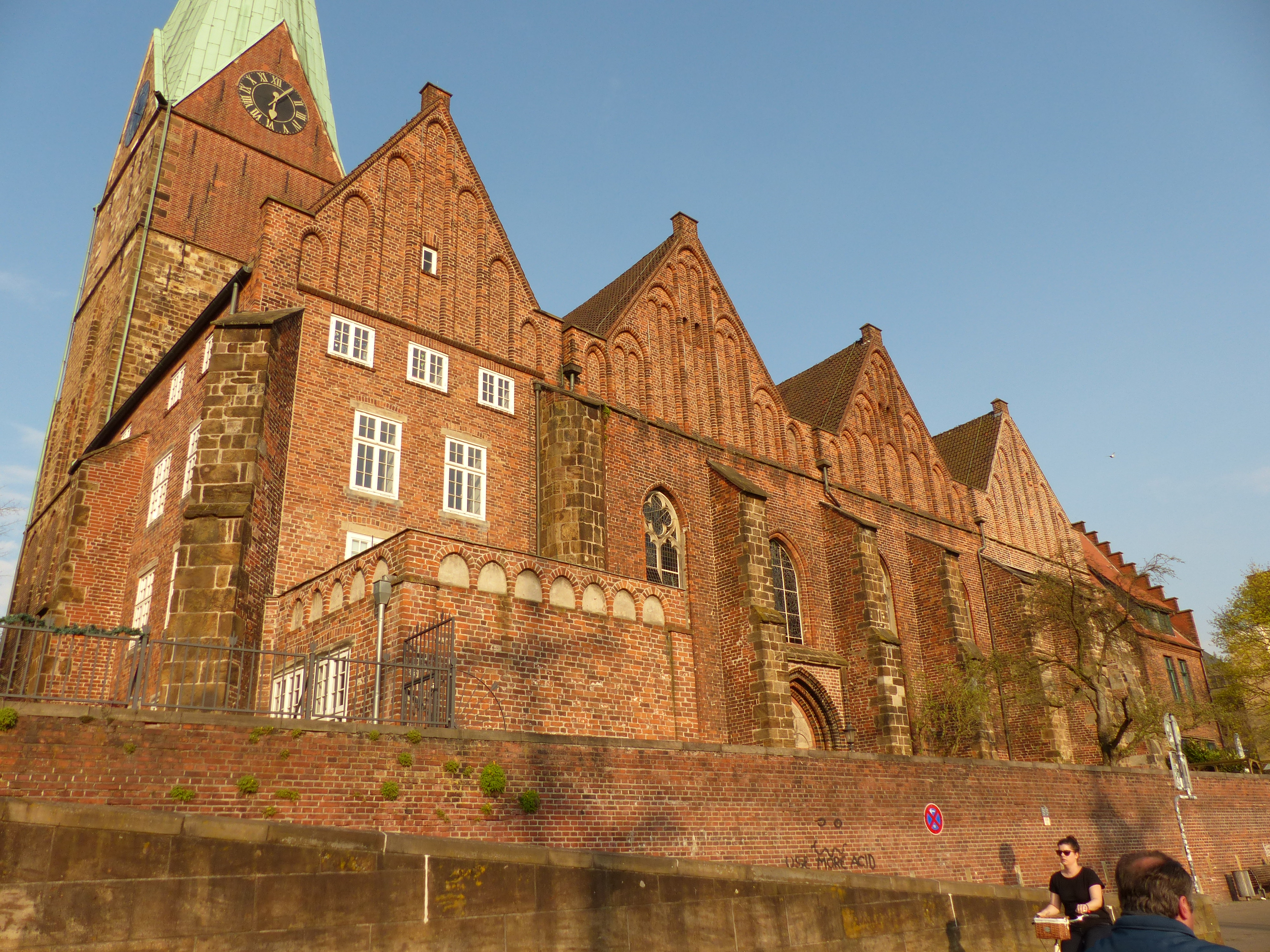
Zuidzij van het schip, baksteen met zandstenen steunberen

Klachten van de bevolking over ontoereikende geestelijke verzorging leidden tot de bouw van de kerk. De bevolking telde destijds ongeveer 10.000-15.000 inwoners. De Onze-Lieve-Vrouwekerk was de enige parochiekerk in de stad en niet in staat om het aantal noodzakelijke missen te vieren en te voorzien in de zielszorg voor alle inwoners.
Op 31 juli 1227 beviel paus Gregorius IX iets aan de misstanden te doen. De aartsbisschop van Bremen gaf daaraan gehoor en verdeelde in 1229 de parochie in drieën. Naast de reeds bestaande Onze-Lieve-Vrouweparochie stichtte hij de parochies Sint-Ansgarius (Duits: St.-Ansgarii) en Sint-Martini (naar de heilige Martinus van Tours. Om ook scheepslui en reizende kooplieden na sluiting van de stadspoorten de gelegenheid te geven ter kerke te gaan, werd de kerk van de Sint-Martiniparochie buiten de stadspoort gebouwd aan de oever van de Weser. Met haar plaats aan de onversterkte oever van de Weser lag de kerk echter op de gevaarlijke plek. Ver tot in de 19e eeuw bleef de kerk last hebben van meerdere overstromingen, ondanks de latere bouw van een weermuur in 1371 en het herhaaldelijk verhogen van de kerkvloer.
De Martinikerk gold eeuwenlang als de kerk van de kooplieden.

## Bouwgeschiedenis

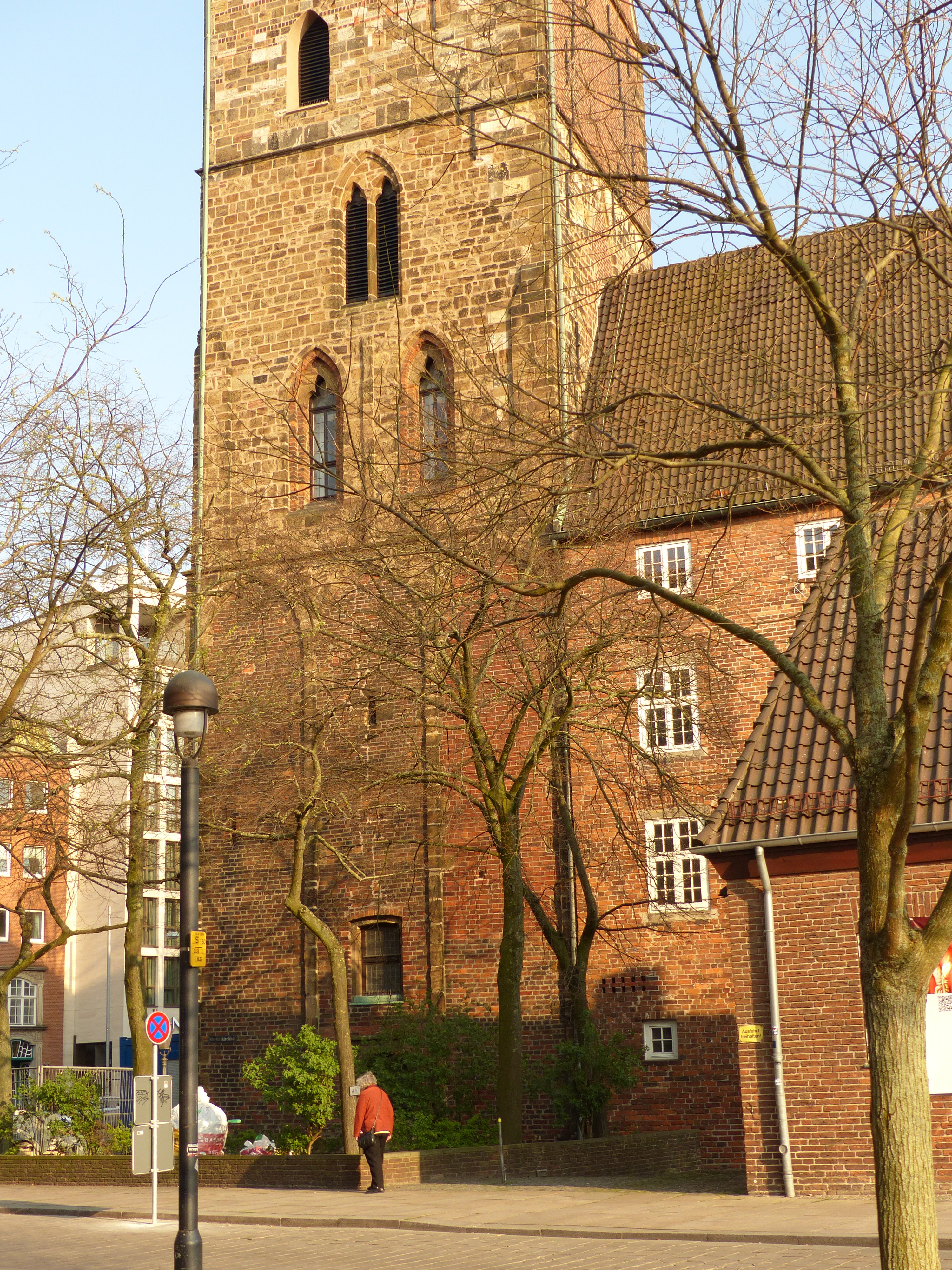
Westzij van de toren

De vroegste Martinikerk was een drieschepige basiliek van baksteen. Met een lengte van 38,60 meter en een totale breedte van 24,50 meter was het de kleinste parochiekerk van Bremen. Waarschijnlijk wegens funderingsproblemen werd de toren van de kerk voor de noordelijke zijbeuk gebouwd. De toren is samen met de windvaan van 3,5 meter 62 meter hoog. In het tweede kwart van de 13e eeuw verrees de kerk als vroeggotische basiliek voor de in 1229 gestichte Sint-Maartensparochie. Zichtbare restanten van deze eerste kerk zijn de asymmetrisch aan het westeinde van de noordbeuk gebouwde toren en de tympanon van het zuidportaal. Door de nabijheid van de rivier en de zwakke oever ervan werd de op palen gebouwde kerk regelmatig in haar bestaan bedreigd. Omstreeks 1384 werd de kerk van basiliek tot hallenkerk verbouwd en ontstond eveneens het huidige koor. 
Op 5 oktober 1944 leed de laatgotische kerk tijdens een van de nachtelijke bombardementen op de stad aan zware verwoestingen. Alle daken, de markante kruisgewelven en de rij gevels aan de rivierzijde werden in puin gelegd. Ook de torenspits en het klokkengestoelte in de toren overleefden de vuurstorm niet. Slechts de buitenmuren van de kerk bleven staan.
Op 12 januari 1952 werd met hulp van de Bremer overheid een begin gemaakt aan de wederopbouw. Na meer dan acht jaar werk aan het herstel kon de kerk op 17 december 1960 plechtig worden ingewijd. Het kerkgebouw inclusief de aangebouwde pastorie heeft tegenwoordig een lengte van 60 meter en een breedte van 31 meter.

## Afbeeldingen

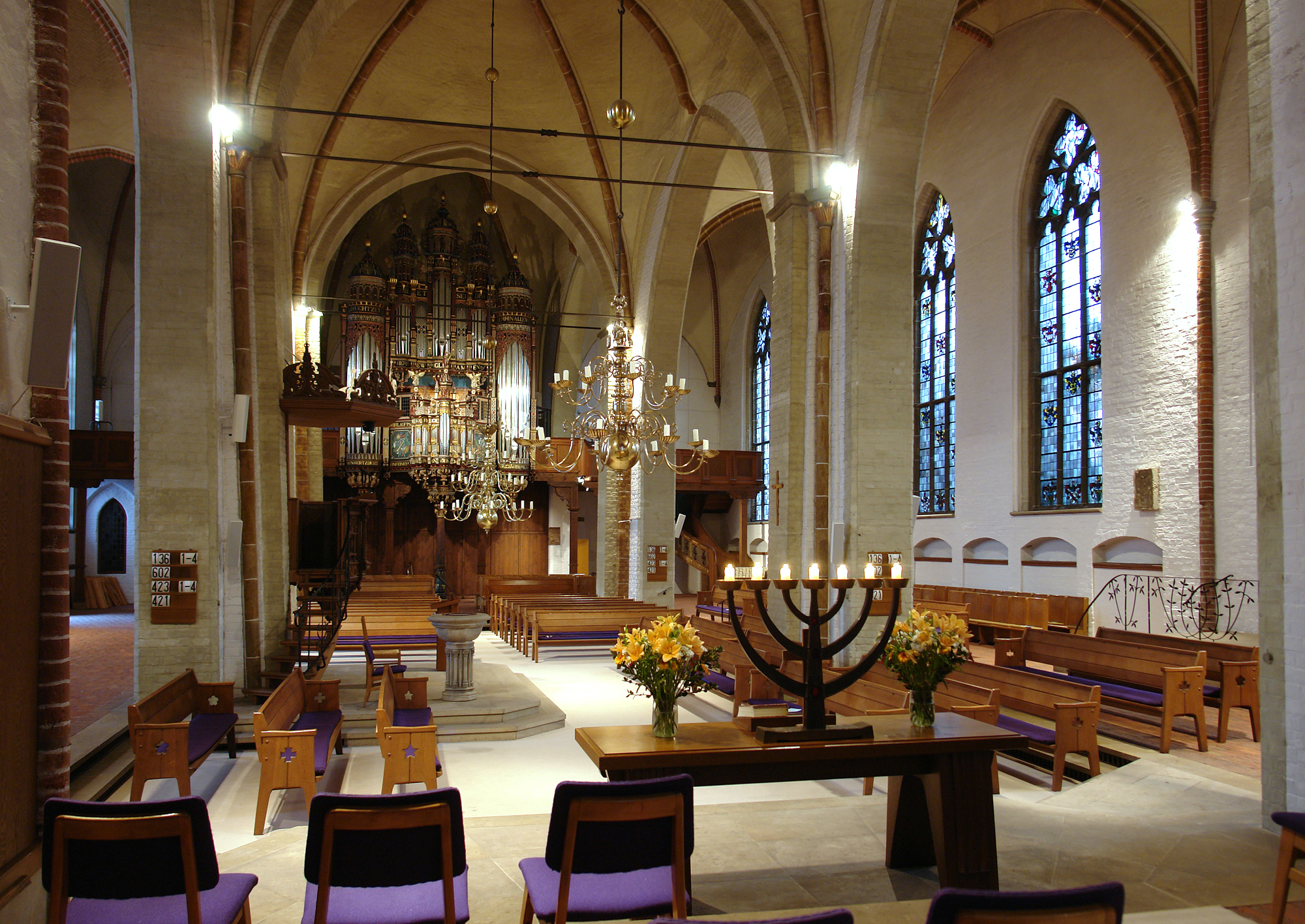
Interieur (vanuit het koor)
Koor
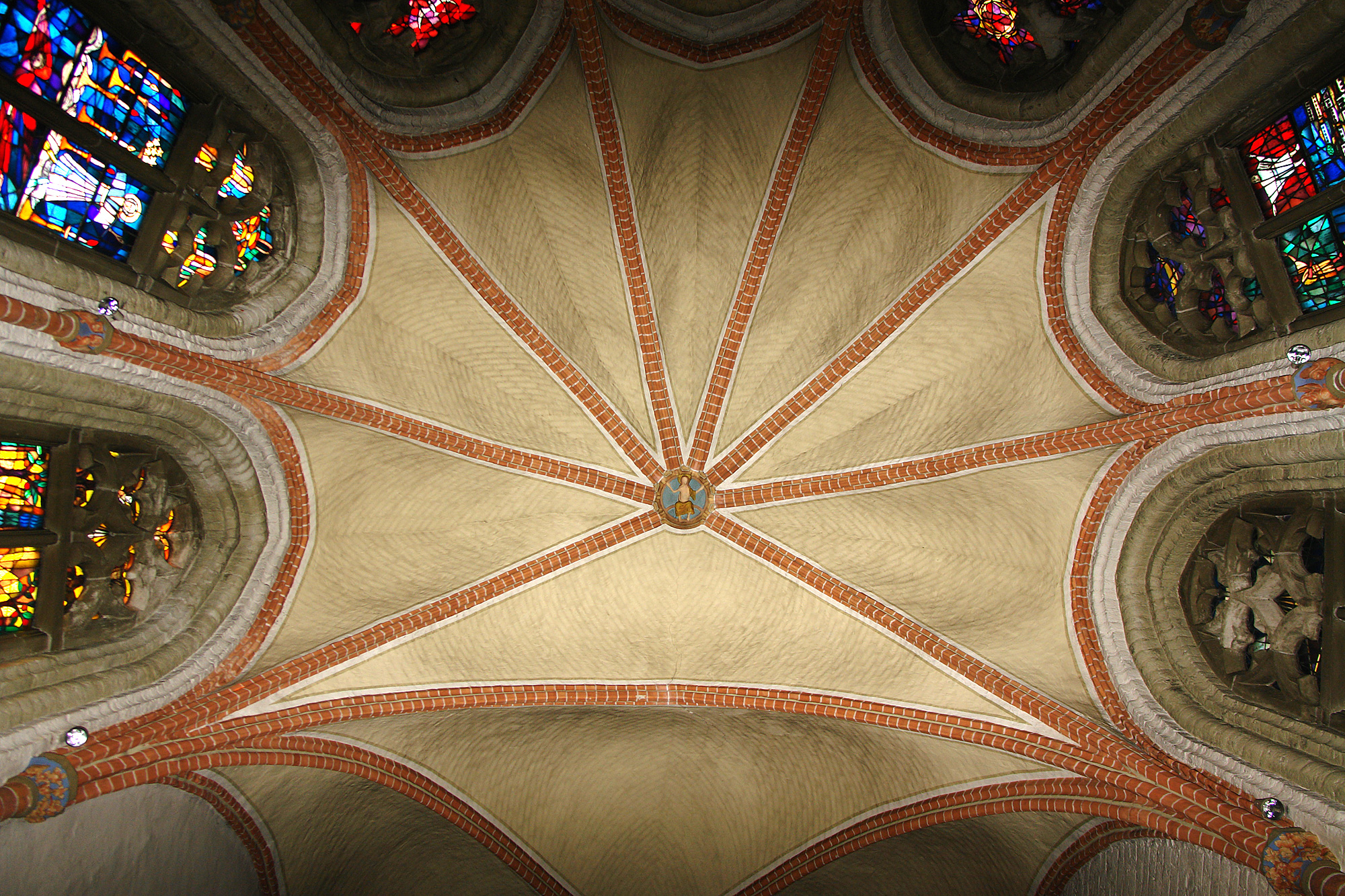
Waaiergewelf van het koor

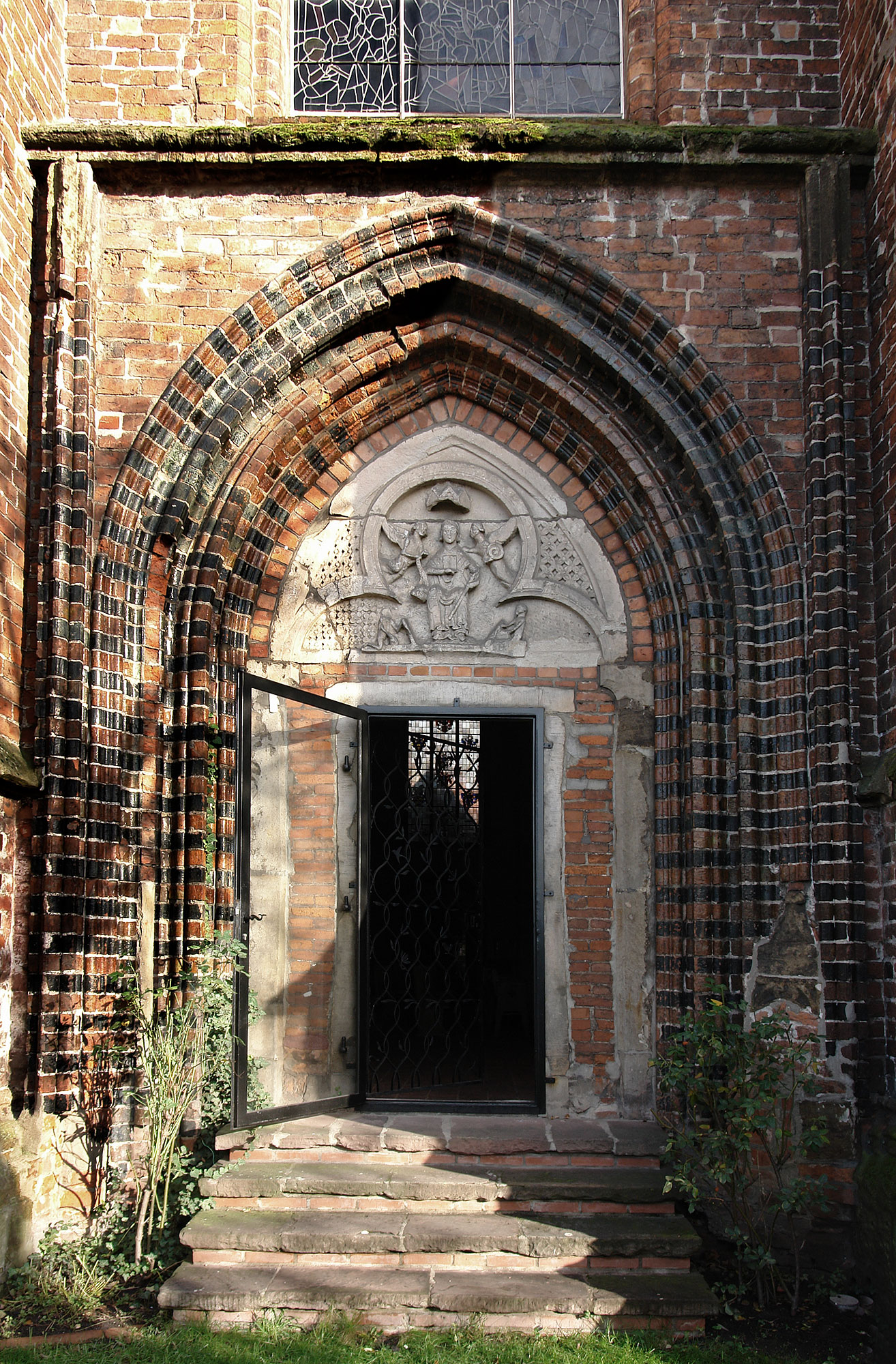
Zuidportaal
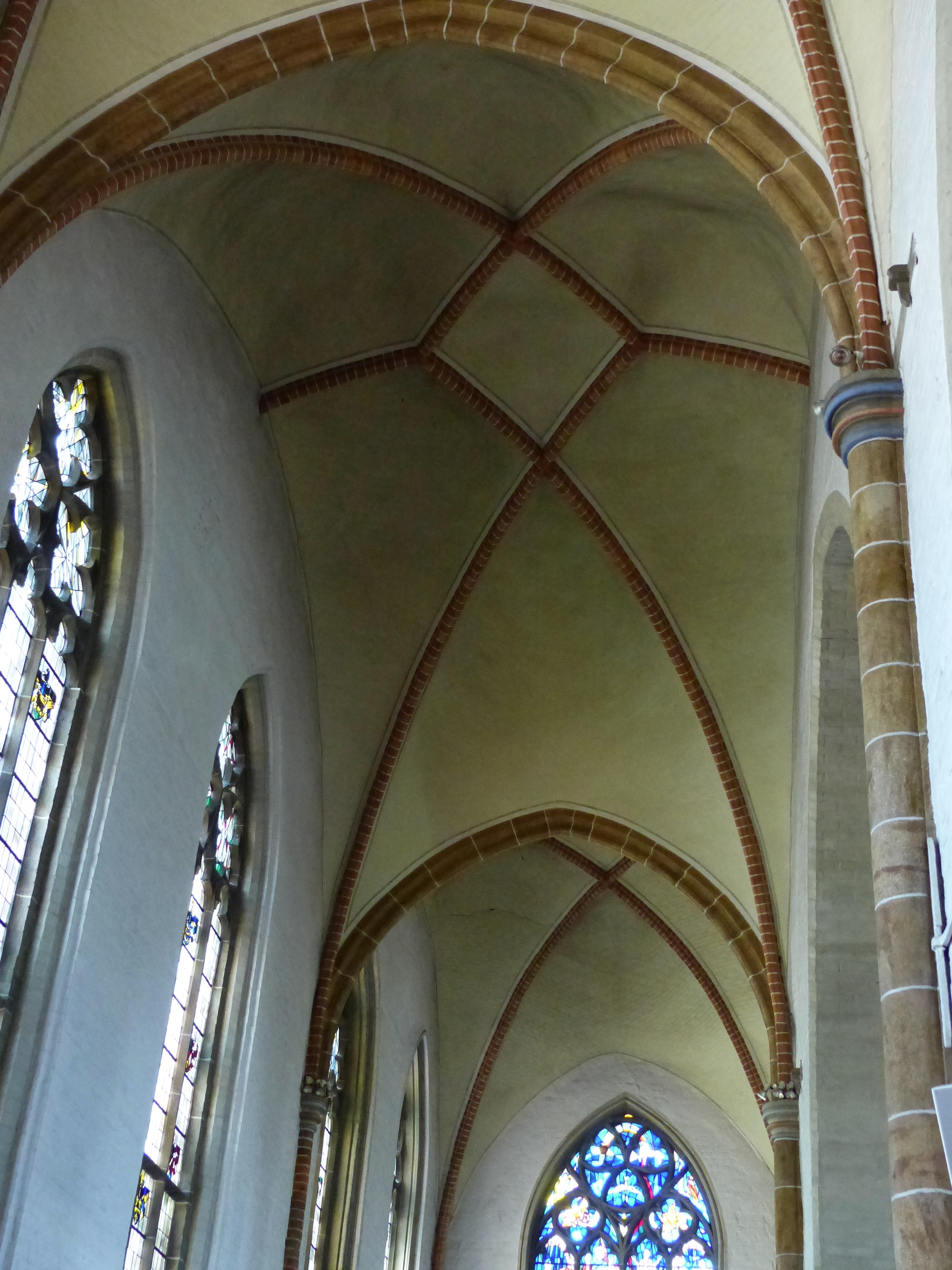
Noordzijbeuk
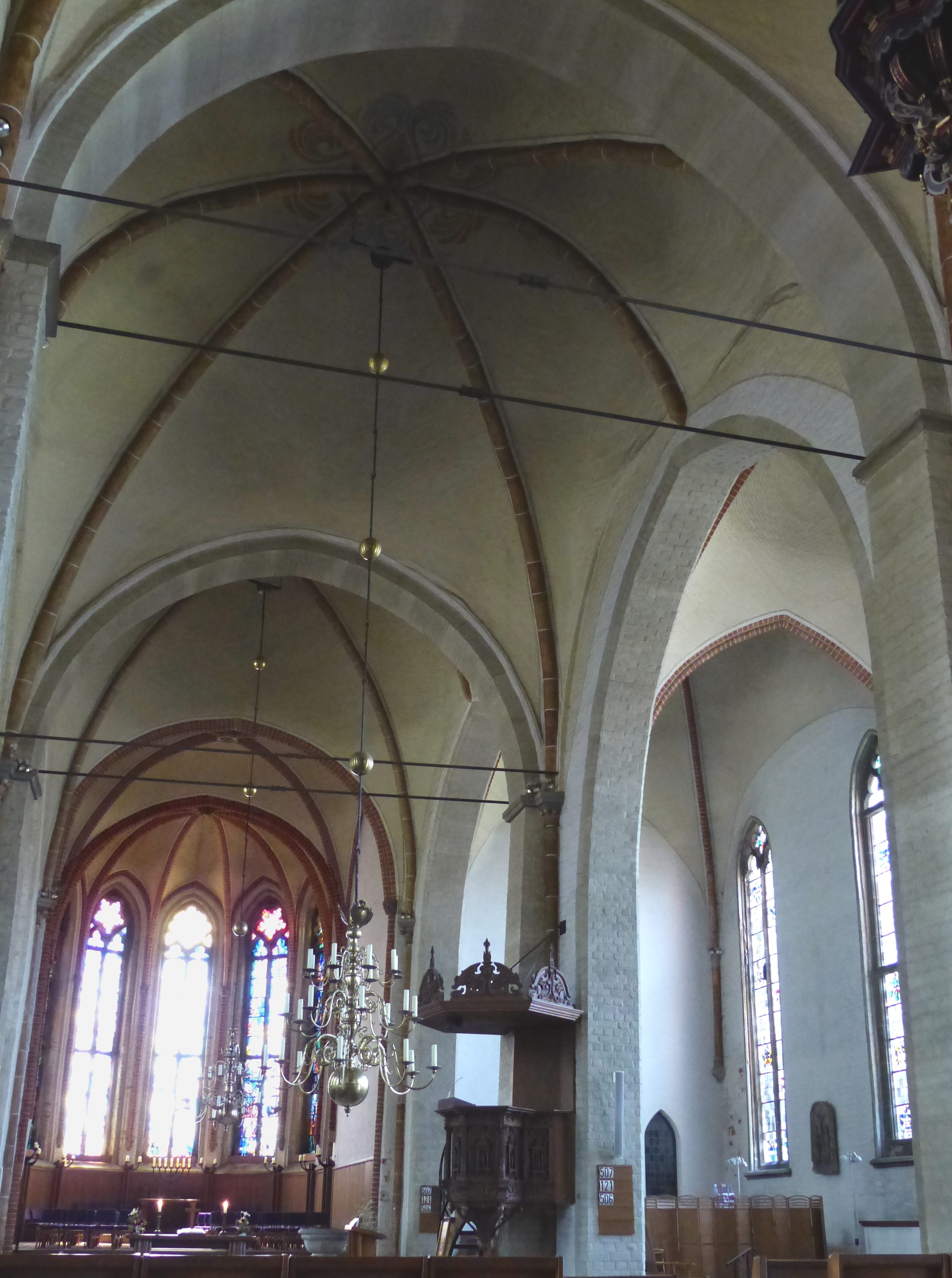
Middelbeuk met preekstoel
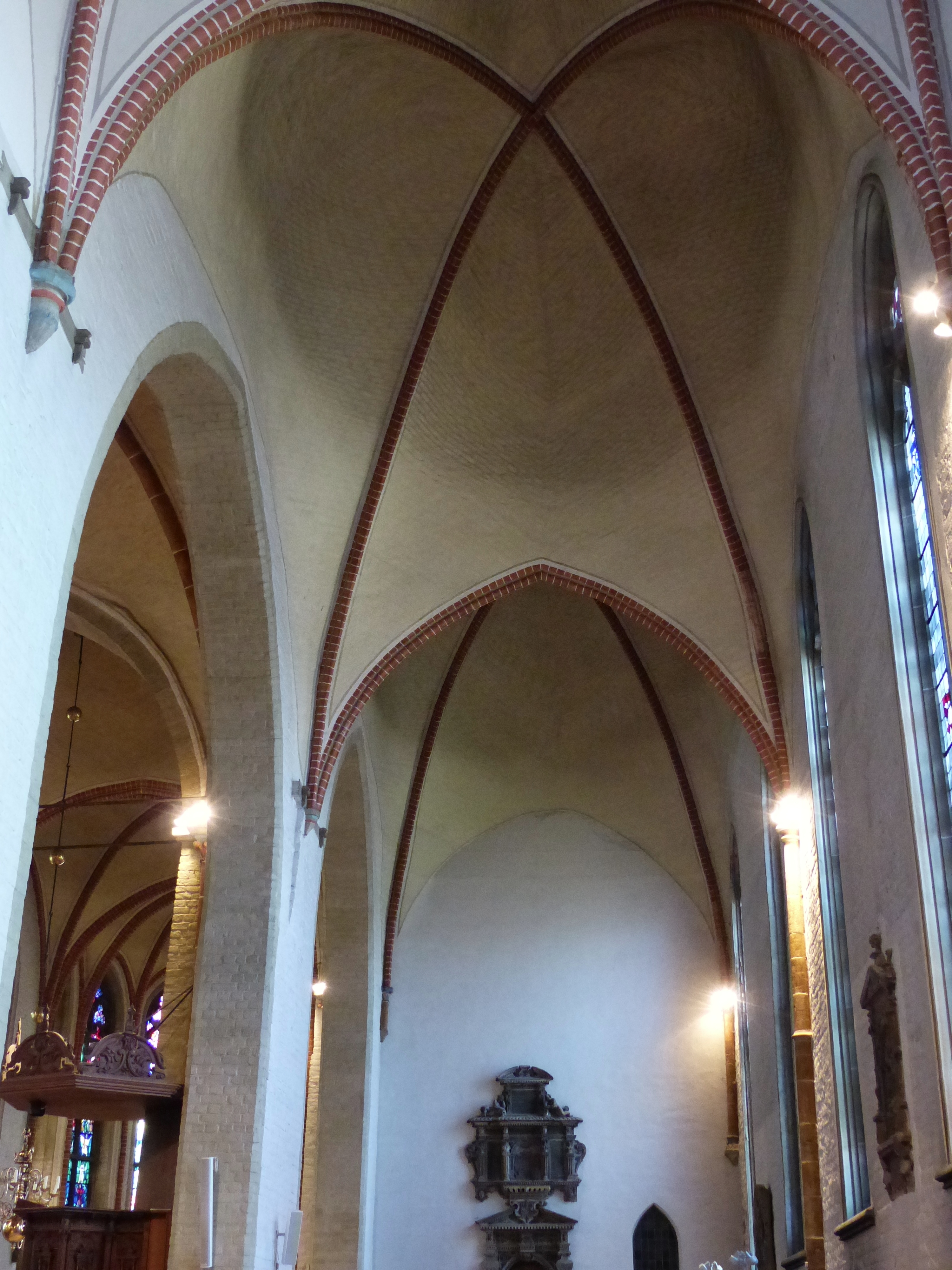
Zuidzijbeuk
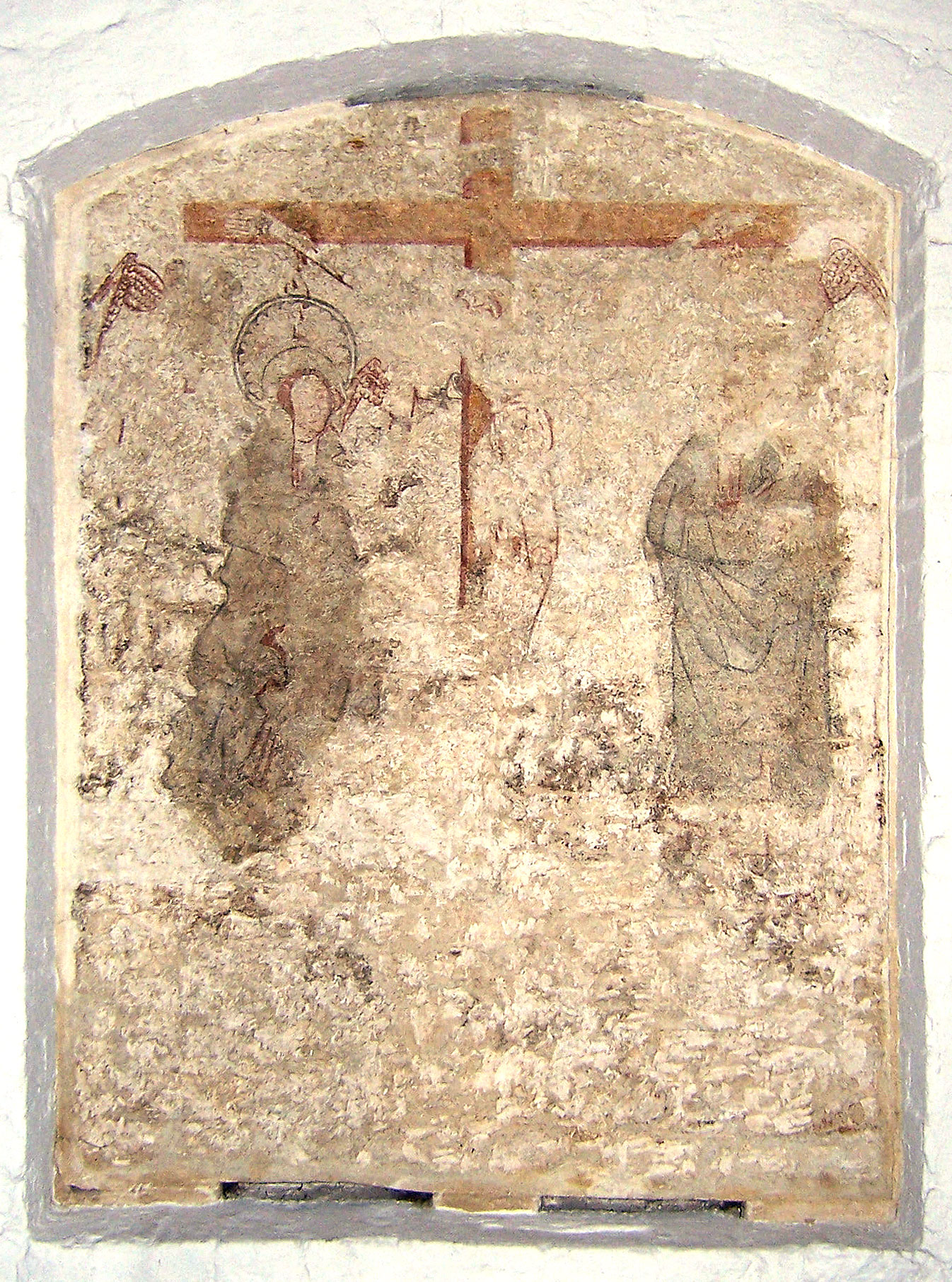
Fresco (circa 1300)
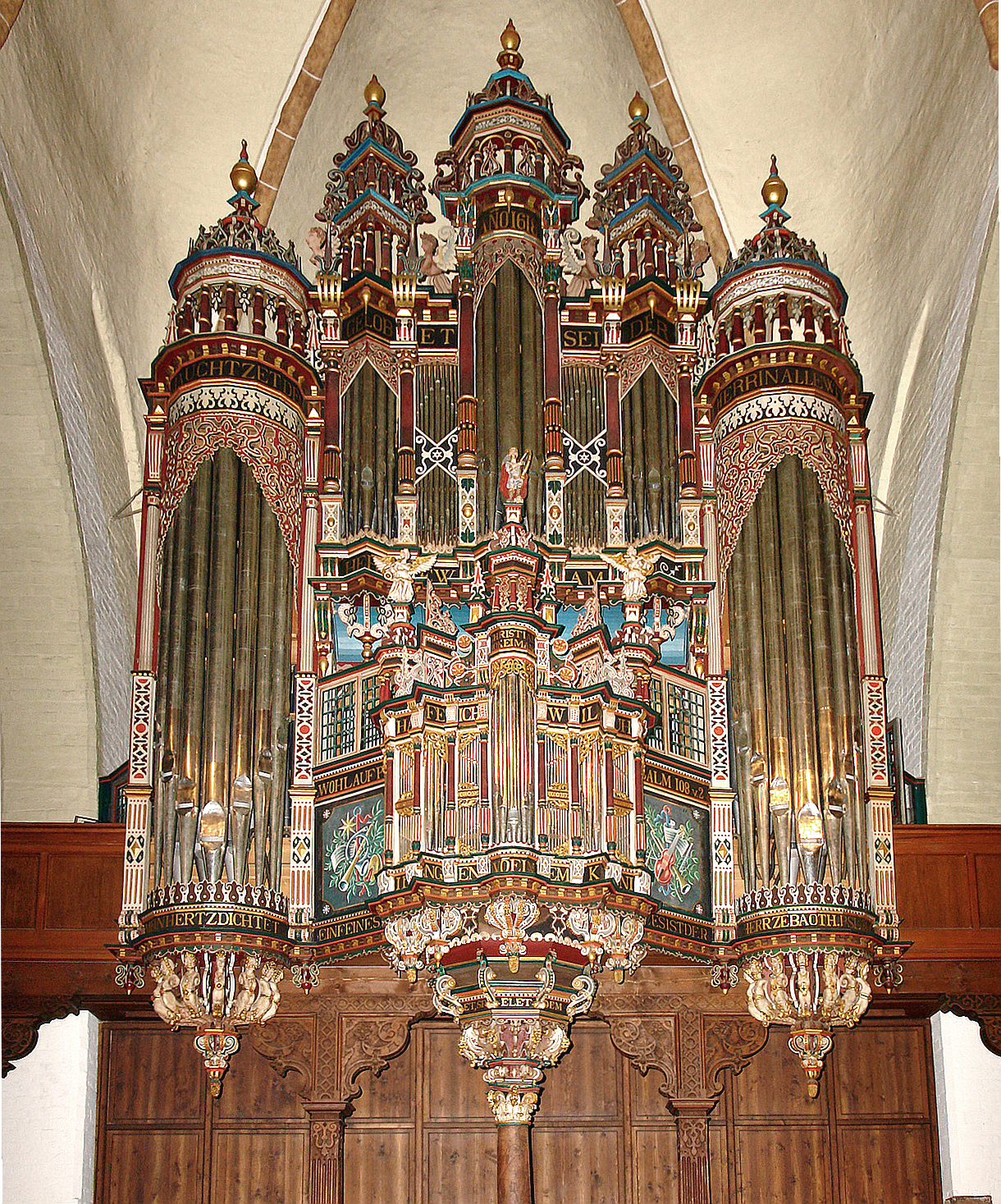
Orgel (orgelkas 1619)